# KT&G
Корпорація KT&G, спочатку Korea Tobacco & Ginseng, є провідною тютюновою компанією Південної Кореї з річним обсягом продажів понад 4 мільярди доларів США. Спочатку KT&G була державною монополією, але була приватизована і сьогодні продається на біржі, конкуруючи за частку ринку з іншими міжнародними тютюновими компаніями, такими як Philip Morris International, British American Tobacco та Japan Tobacco .  Частка продажів KT&G становила 62% корейського ринку в 2009 році 
KT&G також володіє значними дочірніми компаніями, такими як Korea Ginseng Corporation, Yungjin Pharm (фармацевтична компанія) і кількома біопідприємствами. Її штаб-квартира знаходиться в Теджоні .

## Бренди
KT&G виробляє такі популярні корейські марки сигарет, як The One, Indigo, Arirang, This, This Plus, Zest, Esse, Raison і Lo Crux. Продукція компанії поширюється за межі Кореї, особливо через її супертонкий бренд Esse в Росії та інших ринках Східної Європи.